# Metisazone
Methisazone (USAN) hoặc metisazone (INN) là một loại thuốc chống vi rút hoạt động bằng cách ức chế tổng hợp mRNA và protein, đặc biệt là trong các loại virus thủy đậu. Nó đã được sử dụng trong quá khứ để điều trị bệnh đậu mùa.
Methisazone đã được mô tả là được sử dụng trong điều trị dự phòng kể từ ít nhất năm 1965.

## Tổng hợp

Tổng hợp Methisazone: Bauer, Sadler, Br. J. Dược điển. 15, 101 (1960); (1964 đến Tổ chức Wellcome).

Khi isatin được xử lý bằng NaH và MeI, hydro có tính axit được kiềm hóa thành sản phẩm 2. Sau đó, phản ứng của ketone carbonyl với thiosemicarbazine (3) dẫn đến methisazone (4).